# Olympique Gymnaste Club de Nice Côte d'Azur 1992-1993
Questa voce raccoglie le informazioni riguardanti l'Olympique Gymnaste Club de Nice nelle competizioni ufficiali della stagione 1992-1993.

## Maglie e sponsor
Lo sponsor tecnico per la stagione 1992-1993 è Lotto, lo sponsor ufficiale è bobcat.
| Manica sinistra · Manica sinistra · Maglietta · Maglietta · Manica destra · Manica destra · Pantaloncini · Calzettoni |

## Rosa
| N. |                    | Ruolo | Calciatore            |
| -- | ------------------ | ----- | --------------------- |
|    | Francia (bandiera) | P     | Cyril Aloisio         |
|    | Francia (bandiera) | P     | Jérôme Alonzo         |
|    | Francia (bandiera) | P     | Lionel Letizi         |
|    | Francia (bandiera) | P     | Gilles Morisseau      |
|    | Francia (bandiera) | D     | Frédédric Baldacchino |
|    | Francia (bandiera) | D     | Nicolas Baudouin      |
|    | Francia (bandiera) | D     | Thierry Crétier       |
|    | Francia (bandiera) | D     | Olivier Fugen         |
|    | Francia (bandiera) | D     | Louis Gomis           |
|    | Francia (bandiera) | D     | René Marsiglia        |
|    | Francia (bandiera) | D     | Frédéric Martin       |
|    | Francia (bandiera) | D     | Jean-Philippe Mattio  |
|    | Algeria (bandiera) | D     | Youssef Salimi        |

| N. |                           | Ruolo | Calciatore         |
| -- | ------------------------- | ----- | ------------------ |
|    | Francia (bandiera)        | D     | Jean-Luc Vannuchi  |
|    | Croazia (bandiera)        | D     | Zoran Vujović      |
|    | Francia (bandiera)        | C     | Frédéric Arpinon   |
|    | Francia (bandiera)        | C     | Jérôme Calatraba   |
|    | Francia (bandiera)        | C     | Pascal Gastien     |
|    | Francia (bandiera)        | C     | Frédéric Gioria    |
|    | Francia (bandiera)        | C     | François Soler     |
|    | Francia (bandiera)        | A     | Emmanuel Blanchard |
|    | Costa d'Avorio (bandiera) | A     | Aboubacar Cissé    |
|    | Italia (bandiera)         | A     | Marco Di Costanzo  |
|    | Camerun (bandiera)        | A     | Samuel Ipoua       |
|    | Francia (bandiera)        | A     | Liazid Sandjak     |
|    | Croazia (bandiera)        | A     | Zlatko Vujović     |